# Johannes Poselius (el Joven)
Johannes Posselius, el Joven (Rostock, 10 de junio de 1565 Rostock, 20 de junio de 1623) fue un filólogo, helenista y rector de la Universidad de Rostock. Era hijo de Johannes Posselius, el Viejo (1528-1591) y siguió el ejemplo paterno estudiando en la Universidad de Rostock, donde se matriculó para estudiar Filosofía y Medicina. Después de un tiempo se trasladó a la Universidad de Helmstedt y cuando regresó a Rostock, obtuvo su doctorado en 1587.
Como su padre, estudió latín y griego antiguo y literatura clásica y bíblica. En 1590 fue nombrado director de la Escuela Latina de Flensburg. Tras la muerte de su padre, regresó a Rostock, donde fue nombrado profesor de lengua griega, y dos años después fue convocado al Consejo de la Universidad de Rostock. En 1599 fue nombrado Rector de la Universidad y en 1605 Rector de la Escuela de lenguas de Rostock, cargo que ocupó hasta 1615. 

## Obras
- Familiarium colloquiorum libellus